# Zhixia (köpinghuvudort i Kina, Jiangxi Sheng, lat 26,98, long 115,11)
Zhixia är en köpinghuvudort i Kina. Den ligger i provinsen Jiangxi, i den sydöstra delen av landet, omkring 200 kilometer söder om provinshuvudstaden Nanchang. Antalet invånare är 26 217. Befolkningen består av 12 699 kvinnor och 13 518 män. Barn under 15 år utgör 25,0 %, vuxna 15-64 år 67 %, och äldre över 65 år 7,0 %.
Runt Zhixia är det ganska tätbefolkat, med 129 invånare per kvadratkilometer. Närmaste större samhälle är Ji'an, 19,9 km nordväst om Zhixia. Trakten runt Zhixia består till största delen av jordbruksmark.
Genomsnittlig årsnederbörd är 1 988 millimeter. Den regnigaste månaden är maj, med i genomsnitt 312 mm nederbörd, och den torraste är oktober, med 25 mm nederbörd.